# Pipturus forbesii
Pipturus forbesii är en nässelväxtart som beskrevs av Vladimír Joseph Krajina. Pipturus forbesii ingår i släktet Pipturus och familjen nässelväxter. Inga underarter finns listade i Catalogue of Life.